# Championnat du Brésil de football 2024
Navigation
Série A 2023 Série A 2025
La saison 2024 de Série A est la 68e édition du Championnat du Brésil de football de première division, qui constitue le premier échelon national du football brésilien, et oppose vingt clubs professionnels, à savoir les seize premiers de la saison 2023 et les quatre promus de Série B. Elle s'étend sur 38 journées, les clubs s'affrontant en matchs aller-retour,.

## Participants

### Changements en début de saison
| Pos. | Relégué de Série A 2023 |
| ---- | ----------------------- |
| 17e  | Santos                  |
| 18e  | Goiás                   |
| 19e  | Coritiba                |
| 20e  | América Mineiro         |

| Pos. | Promus de Série B 2023 |
| ---- | ---------------------- |
| 1re  | Vitória                |
| 2e   | Juventude              |
| 3e   | Criciúma               |
| 4e   | Atlético Goianiense    |

### Les équipes du championnat
| Club                             | Ville             | Stade             | Cap    | Entraîneur         | Clt 2023 |
| -------------------------------- | ----------------- | ----------------- | ------ | ------------------ | -------- |
| Sociedade Esportiva Palmeiras    | São Paulo         | Allianz Parque    | 45 000 | Abel Ferreira      | 1er      |
| Grêmio Foot-Ball Porto Alegrense | Porto Alegre      | Arena do Grêmio   | 60 540 | Renato Gaúcho      | 2e       |
| Clube Atlético Mineiro           | Belo Horizonte    | Arena MRV         | 47 465 | Gabriel Milito     | 3e       |
| Clube de Regatas do Flamengo     | Rio de Janeiro    | Maracanã          | 78 838 | Filipe Luís        | 4e       |
| Botafogo de Futebol e Regatas    | Rio de Janeiro    | Nilton-Santos     | 46 000 | Artur Jorge        | 5e       |
| Red Bull Bragantino              | Bragança Paulista | Nabi Abi Chedid   | 16 200 | Fernando Seabra    | 6e       |
| Fluminense Football Club         | Rio de Janeiro    | Maracanã          | 78 838 | Mano Menezes       | 7e       |
| Clube Atlético Paranaense        | Curitiba          | Arena da Baixada  | 43 981 | Lucho González     | 8e       |
| Sport Club Internacional         | Porto Alegre      | Beira-Rio         | 56 000 | Roger Machado      | 9e       |
| Fortaleza Esporte Clube          | Fortaleza         | Castelão          | 63 903 | Juan Pablo Vojvoda | 10e      |
| São Paulo Futebol Clube          | São Paulo         | Morumbi           | 66 795 | Luis Zubeldía      | 11e      |
| Cuiabá Esporte Clube             | Cuiabá            | Arena Pantanal    | 44 000 | Bernardo Franco    | 12e      |
| Sport Club Corinthians Paulista  | São Paulo         | Arena Corinthians | 48 000 | Ramón Díaz         | 13e      |
| Cruzeiro Esporte Clube           | Belo Horizonte    | Mineirão          | 62 547 | Fernando Diniz     | 14e      |
| Club de Regatas Vasco da Gama    | Rio de Janeiro    | São Januário      | 21 880 | Rafael Paiva       | 15e      |
| Esporte Clube Bahia              | Salvador          | Fonte Nova        | 47 907 | Rogério Ceni       | 16e      |
| Esporte Clube Vitória            | Salvador          | Barradão          | 35 000 | Thiago Carpini     | 1er (B)  |
| Esporte Clube Juventude          | Caxias do Sul     | Alfredo-Jaconi    | 19 924 | Fábio Matias       | 2e (B)   |
| Criciúma Esporte Clube           | Criciúma          | Heriberto-Hülse   | 31 123 | Cláudio Tencati    | 3e (B)   |
| Atlético Clube Goianiense        | Goiânia           | Antonio Accioly   | 12 500 | Umberto Louzer     | 4e (B)   |

## Compétition

### Règlement
Le classement est établi sur le barème de points classique (victoire à 3 points, match nul à 1, défaite à 0).
En cas d'égalité de points entre 2 équipes ou plus, on utilise les critères suivants pour les départager :
1. Nombre de victoires
2. Différence de buts
3. Buts marqués
4. Confrontations directes
5. Nombre de cartons rouges
6. Nombre de cartons jaunes

### Déroulement de la saison
La Fédération brésilienne de football annonce le 16 mai 2024, sa décision de suspendre deux journées du Championnat local après les importantes inondations ayant touché le sud du pays.
Lors de la 31e journée, l'attaquant de Cruzeiro, Rafael Silva, est expulsé après seulement 3 secondes de jeu contre l'Athletico Paranaense.
A deux journées de la fin du Championnat, le club de Botafogo l'emporte chez son dauphin au classement Palmeiras et prend trois points d'avance pour se rapprocher du titre qu'il n'a plus remporté depuis 1995.

### Classement
| Rang | Équipe                | Pts | J  | G  | N  | P  | Bp | Bc | Diff |
| ---- | --------------------- | --- | -- | -- | -- | -- | -- | -- | ---- |
| 1    | Botafogo L            | 79  | 38 | 23 | 10 | 5  | 59 | 29 | +30  |
| 2    | Palmeiras T           | 73  | 38 | 22 | 7  | 9  | 60 | 33 | +27  |
| 3    | Flamengo C            | 70  | 38 | 20 | 10 | 8  | 61 | 42 | +19  |
| 4    | Fortaleza             | 68  | 38 | 19 | 11 | 8  | 53 | 39 | +14  |
| 5    | Internacional         | 65  | 38 | 18 | 11 | 9  | 53 | 36 | +17  |
| 6    | São Paulo             | 59  | 38 | 17 | 8  | 13 | 53 | 43 | +10  |
| 7    | Corinthians           | 56  | 38 | 15 | 11 | 12 | 54 | 45 | +9   |
| 8    | Bahia                 | 53  | 38 | 15 | 8  | 15 | 49 | 49 | 0    |
| 9    | Cruzeiro              | 52  | 38 | 14 | 10 | 14 | 43 | 41 | +2   |
| 10   | Vasco da Gama         | 50  | 38 | 14 | 8  | 16 | 43 | 56 | -13  |
| 11   | Vitória P             | 47  | 38 | 13 | 8  | 17 | 45 | 52 | -7   |
| 12   | Atlético Mineiro      | 47  | 38 | 11 | 14 | 13 | 47 | 54 | -7   |
| 13   | Fluminense            | 46  | 38 | 12 | 10 | 16 | 33 | 39 | -6   |
| 14   | Grêmio                | 45  | 38 | 12 | 9  | 17 | 44 | 50 | -6   |
| 15   | Juventude P           | 45  | 38 | 11 | 12 | 15 | 47 | 59 | -12  |
| 16   | RB Bragantino         | 44  | 38 | 10 | 14 | 14 | 44 | 48 | -4   |
| 17   | Atletico Paranaense   | 42  | 38 | 11 | 9  | 18 | 40 | 46 | -6   |
| 18   | Criciúma P            | 38  | 38 | 9  | 11 | 18 | 42 | 61 | -19  |
| 19   | Atlético Goianiense P | 30  | 38 | 7  | 9  | 22 | 29 | 58 | -29  |
| 20   | Cuiabá                | 30  | 38 | 6  | 12 | 20 | 29 | 49 | -20  |

| Légende : Qualifications et relégations | Légende : Qualifications et relégations |
| --------------------------------------- | --- |
|                                         | Qualification pour la phase de groupe de la Copa Libertadores 2025 |
|                                         | Qualification pour le tour préliminaire de la Copa Libertadores 2025 |
|                                         | Qualification pour la Copa Sudamericana 2025 |
|                                         | Relégation en Série B |
|                                         | T : Tenant du titre P : Promus de Série B C : Vainqueur de la Coupe du Brésil 2024 qualifié pour la phase de groupes de la Copa Libertadores 2025 L : Vainqueur de la Copa Libertadores 2024 qualifié pour la phase de groupes de la Copa Libertadores 2025 S : Vainqueur de la Copa Sudamericana 2024 qualifié pour le tour préliminaire de la Copa Libertadores 2025. |

### Résultats
| Résultats (▼dom., ►ext.)                                   | ATP | ACG | ATM | BAH | BOT | COR | CRI | CRU | CUI | FLA | FLU | FOR | GRE | INT | JUV | PAL | RBB | SAO | VDG | VIT |
| Athletico Paranaense                                       |     | .   | .   | 1-2 | 0-1 | 1-1 | 3-0 | .   | 4-0 | 1-1 | .   | 1-1 | 0-2 | 1-0 | 1-2 | 0-2 | .   | 1-2 | 1-0 | .   |
| AC Goianiense                                              | 1-2 |     | .   | 1-1 | 1-4 | 2-2 | 1-2 | 0-1 | 0-0 | 1-2 | 1-0 | .   | 1-1 | 1-0 | 2-1 | .   | .   | 0-3 | 0-1 | 0-2 |
| Atletico Mineiro                                           | .   | 1-1 |     | 1-1 | .   | 2-1 | 1-1 | 3-0 | 1-1 | 0-4 | 0-2 | 1-1 | 2-1 | .   | .   | 0-4 | 3-0 | 2-1 | 2-0 | 2-2 |
| Bahia                                                      | .   | .   | 3-0 |     | 0-0 | 0-1 | 1-0 | 4-1 | 1-2 | 0-2 | 2-1 | 1-0 | 1-0 | 1-1 | 2-0 | .   | 1-0 | .   | 2-1 | 2-0 |
| Botafogo                                                   | 1-1 | 1-0 | 3-0 | 1-2 |     | 2-1 | 1-1 | 0-3 | .   | 4-1 | 1-0 | 2-0 | 0-0 | 1-0 | 5-1 | 1-0 | 2-1 | .   | .   | .   |
| Corinthians                                                | 5-2 | 3-0 | 0-0 | .   | 0-1 |     | 2-1 | .   | 1-1 | 2-1 | 3-0 | 0-0 | 2-2 | 2-2 | 1-1 | .   | 1-1 | 2-2 | .   | 3-2 |
| Criciúma                                                   | 0-0 | 2-0 | 2-1 | 2-2 | 2-1 | .   |     | 1-0 | 2-5 | .   | 1-1 | 1-1 | 0-1 | 1-1 | 1-1 | 1-2 | 1-0 | .   | 2-2 | .   |
| Cruzeiro                                                   | 2-0 | 3-1 | 0-0 | 1-1 | 3-2 | 3-0 | .   |     | 2-1 | .   | 2-0 | 1-2 | .   | 0-0 | 2-0 | .   | 2-1 | 0-1 | 1-1 | 3-1 |
| Cuiabá                                                     | 1-2 | 0-0 | 0-3 | .   | 1-2 | .   | 2-1 | 0-0 |     | .   | 0-1 | 5-0 | 1-3 | 0-1 | 0-0 | 0-2 | 1-1 | 2-0 | .   | 0-0 |
| Flamengo                                                   | 1-0 | 2-0 | .   | 2-1 | 0-2 | 2-0 | 2-1 | 2-1 | 1-1 |     | 0-2 | 1-2 | 2-1 | .   | .   | 1-1 | 2-1 | 2-1 | 1-1 | .   |
| Fluminense                                                 | 1-0 | 1-2 | 2-2 | 1-0 | 0-1 | 0-0 | .   | 1-0 | .   | 0-1 |     | .   | .   | 1-1 | 1-1 | 1-0 | 2-2 | 2-0 | 2-1 | 0-1 |
| Fortaleza                                                  | 1-0 | 3-1 | 1-1 | 4-1 | 1-1 | 1-0 | 1-0 | 1-1 | 1-0 | .   | 1-0 |     | 1-0 | .   | 2-1 | 3-0 | 1-1 | 1-0 | .   | 3-1 |
| Gremio                                                     | 2-0 | .   | 2-3 | 0-2 | 1-2 | .   | 1-2 | 0-2 | 1-0 | 3-2 | 1-0 | 3-1 |     | 0-1 | .   | 2-2 | 0-2 | .   | 1-0 | 2-0 |
| Internacional                                              | 2-2 | 1-1 | 1-2 | 2-1 | .   | 1-0 | .   | 1-0 | 3-0 | .   | .   | 2-1 | 1-0 |     | 2-1 | 1-1 | .   | 0-0 | 1-2 | 3-1 |
| Juventude                                                  | 1-1 | 1-0 | 1-1 | .   | 3-2 | 2-0 | 1-2 | .   | .   | 2-1 | 2-1 | .   | 3-0 | 1-3 |     | 3-5 | 1-1 | 0-0 | 2-0 | 1-1 |
| Palmeiras                                                  | 0-2 | 3-1 | 2-1 | 2-0 | .   | 2-0 | 5-0 | 2-0 | 5-0 | 0-0 | .   | .   | .   | 0-1 | 3-1 |     | 2-1 | 2-1 | 2-0 | 0-2 |
| RB Bragantino                                              | 1-0 | 3-1 | 1-2 | 2-1 | .   | 1-0 | .   | .   | .   | 1-1 | 0-1 | 1-2 | 2-2 | 2-2 | 2-1 | 0-0 |     | .   | 2-1 | 2-1 |
| São Paulo                                                  | .   | 1-0 | .   | 3-1 | 2-2 | 3-1 | 2-1 | 2-0 | 0-1 | 1-0 | 2-1 | 1-2 | 1-0 | 1-3 | .   | 0-0 | 2-0 |     | 3-0 | 2-1 |
| Vasco da Gama                                              | 2-1 | .   | .   | .   | 1-1 | 2-0 | 0-4 | 0-0 | .   | 1-6 | 2-0 | 2-0 | 2-1 | .   | 1-1 | 0-1 | 2-2 | 4-1 |     | 2-1 |
| Vitória                                                    | 0-1 | 0-2 | 4-2 | 2-2 | 0-1 | .   | 2-1 | 2-2 | 1-0 | 1-2 | .   | .   | .   | 2-1 | 1-0 | 0-1 | 1-0 | 1-3 | 0-1 |     |
| - Victoire à domicile - Match nul - Victoire à l'extérieur |     |     |     |     |     |     |     |     |     |     |     |     |     |     |     |     |     |     |     |     |

## Bilan de la saison
| Championnat du Brésil de football 2024                |                                                                   |
| Champion                                              | Botafogo (3e titre)                                               |
| Coupes et trophées                                    |                                                                   |
| Vainqueur de la Coupe du Brésil 2024                  | Flamengo                                                          |
| Qualifications continentales                          |                                                                   |
| Copa Libertadores 2025                                | Botafogo Palmeiras Flamengo Fortaleza Internacional São Paulo     |
| Copa Libertadores 2025                                | Corinthians Bahia                                                 |
| Copa Sudamericana 2025                                | Cruzeiro Vasco da Gama Vitória Atlético Mineiro Fluminense Grêmio |
| Promotions et relégations                             |                                                                   |
| Promus en Championnat du Brésil de football 2025      | Santos Mirassol Sport Recife Ceará                                |
| Relégués en Championnat du Brésil de football D2 2025 | Atlético Paranaense Criciúma Atlético Goianiense Cuiabá           |